# Desmacella jania
Desmacella jania är en svampdjursart som beskrevs av Addison Emery Verrill 1907. Desmacella jania ingår i släktet Desmacella och familjen Desmacellidae.
Artens utbredningsområde är havet utanför Bermuda. Inga underarter finns listade i Catalogue of Life.